# 大陽院
大陽院（だいよういん、? - 天正18年（1590年）7月）は、室町幕府の13代将軍・足利義輝の正室。父は太政大臣の近衛稙家。

## 生涯
太政大臣である近衛稙家の娘として生まれる。生母は不明で、名前もわかっていない。
永禄元年（1559年）12月23日、足利義輝の正室となる。
永禄8年（1565年）5月の永禄の変で、義輝が三好三人衆によって殺害されたが、大陽院は実家である近衛家に送られた。永禄の変では、義輝の生母で大陽院の叔母に当たる慶寿院が自害し、義輝の側室である小侍従局が殺害された。
天正18年（1590年）7月、死去。